# Karimpur
Karimpur è una suddivisione dell'India, classificata come census town, di 9.070 abitanti, situata nel distretto di Nadia, nello stato federato del Bengala Occidentale. In base al numero di abitanti la città rientra nella classe V (da 5.000 a 9.999 persone).

## Geografia fisica
La città è situata a 23° 58' 0 N e 88° 37' 0 E e ha un'altitudine di 14 m s.l.m..

## Società

### Evoluzione demografica
Al censimento del 2001 la popolazione di Karimpur assommava a 9.070 persone, delle quali 4.661 maschi e 4.409 femmine. I bambini di età inferiore o uguale ai sei anni assommavano a 878, dei quali 449 maschi e 429 femmine. Infine, coloro che erano in grado di saper almeno leggere e scrivere erano 6.840, dei quali 3.690 maschi e 3.150 femmine.